# 牧瀬茜
牧瀬 茜（まきせ あかね、1977年2月6日 - ）は、東京都出身のストリッパー。日本ストリップ振興会書記。愛称は「がまぐち茜」。

## 経歴

### 幼少期
小学校に上がる前から性的ないたずらを受けていた。友達がおらず、仲間外れにされることもあり、グループには入れなかった。このままではだめだと思い、中学に入るといつもにこにこして何も言わないいい人というキャラクターを作り演じていた。このため、普段しゃべらない分を詩に書いていた。

### デビュー後
OLとして会社勤めをしていたが、女性差別やセクハラに遭うことも頻繁にあった。休日には路上でアクセサリーや自作の詩を露天商として売る趣味があった。詩は小学生頃から書き始めたが、これは話すことが苦手であったためである。その自作の詩をカードに手書きで書いて、路上で売っていた。その時に出会ったストリッパーの横浜黄金町での舞台を見たことでストリップの世界に惹かれ、1998年7月1日に船橋若松劇場でストリッパーとしてデビューした。ストリップを見て、牧瀬は「性の解放」（=これまでの人生の解放）ともいうべきものを感じた。劇場ではシルエットショーという性的なサービスもあり、客が踊り子から性的なサービスを受ける様を薄いカーテンの向こうに影絵のように見えるのを見て、「性がおおらかにそこにある」ことが、衣装を脱いで裸になっていく自分の人生に必要なのではないかと感じた。
ピーク時の1966年には約300軒あった劇場は、2022年現在では10数軒に激減しているが、牧瀬が1999年に最初に来た温泉地は松山道後温泉であった。2000年からはあわら温泉の劇場へも赴いたが、当時は満席でステージにまで客がいるほどで、女性客も多くむしろ女性のほうが楽しんで帰る場面も多かったという。最近、一番変わったことは温泉地で、熱海を除き一見客が少なくなったことだという。自分にとっては人生のほとんどがストリップだが、多くの人にとっては「消えた文化」に過ぎないが、ここで確かに生きている人たちがいる。しかし、素晴らしいものだから認めてほしいとは言えない。でも、こういうものもあってもいいんじゃないかな、と紅子とのYouTubeでの対談で語った。また、ストリップもソープランドも「浄化」という名のもとに、摘発を受けることがあるが、「浄化」という言葉は嫌いで、反抗心はすごくある。「人の中にある」「この社会が生み出したもの」であるのに、それをないものとして見えなくさせる、それは悪ですね」とも語った。

### 文筆活動
ストリッパーの活動のみならず、雑誌のコラムやエッセイの執筆も行っていた。短歌専門誌「短歌往来」2009年（平成21年）6月号にストリッパーの肩書で作品を発表した。2010年（平成22年）1月にはメタモル出版から小説『歌舞伎町で待ってます 風俗嬢れもんの青春物語』を上梓した。

### その他
千葉なぎさが2011年11月に引退する前のおよそ1年間、とユニットを組んで劇場を回った。その他数人の踊り子とユニットを組んだ経歴がある。

## 人物
身長158cm・スリーサイズはB83・W60・H90、血液型はA型。
粘土工芸職人でもあり、性行為に対する偏見や躊躇心を排除するために、オリジナルのキャラクター「ちん吉くん」を開発。SHOW-UP大宮劇場には「ちん吉くん」ギャラリーが設立された。
現在はストリップ劇場のみならず、さまざまな場所でパフォーマンスや芝居等多岐に渡る活動をしている。
写真が好きで、フィルムカメラを使いストリッパーたちを撮影し、写真展などもしている。ライブシアター栗橋にはギャラリーが常設されている。
絵描きという一面も持ち、ギャラリーでの展示活動もしている。

## 著作

### 単行本
- 『歌舞伎町で待ってます 風俗嬢れもんの青春物語』メタモル出版、2010年
- 詩集『うみにかえりたい』七月堂、2019年

### 雑誌連載
- コラム「牧瀬茜の今日も元気にすとりっぷ」『俺の旅』ミリオン出版